# Nemo (énekes)
Nemo Mettler, művésznevén Nemo (Biel/Bienne, 1999. augusztus 3. –) svájci énekes, rapper és zeneszerző,  a 2024-es Eurovíziós Dalfesztivál győztese.

## Pályafutása
Nemo Clownfisch című debütáló EP-je a kilencvenötödik, míg a Du című kislemeze a negyedik helyet érte el a svájci lejátszási listákon. A The Masked Singer Switzerland második évadában ő rejtőzött a panda jelmezében, és az ötödik helyen végzett.
2024. február 29-én az SRG SSR bejelentette, hogy az énekes képviseli Svájcot az Eurovíziós Dalfesztiválon. Versenydalának a címe The Code, és az előadó hivatalos bejelentésével egyszerre mutatták be. A The Code című dal összesen 591 pontot szerzett, ezzel megnyerte a dalfesztivált, és így Nemo lett a dalfesztivál történetének első nembináris győztese.

## Diszkográfia

### EP-k
- Clownfisch (2015)
- Momänt-Kids (2016)
- Fundbüro (2017)
- Whatever Feels Right (2022)

### Kislemezek
- Himalaya (2016)
- Ke Bock (2017)
- Du (2017)
- Usserirdisch (2017)
- Kunstwärch (2018)
- Crush uf di (2018)
- 5i uf de Uhr (2019)
- 365 (2019)
- Girl us mire City	(2019)
- Dance With Me (2020)
- Video Games (2020)
- Chleiderchäschtli	(2021, KT Gorique-kal közösen)
- Certified Pop Queen (2021)
- lonely af	(2022)
- own sh¡t (2022)
- f*ck love	(2022, Anthony de la Torre-val közösen)
- be like you (2022)
- This Body	(2023)
- The Code (2024)
- Eurostar (2024)
- Satellite (2025)
- Casanova (2025)
- Unexplainable (2025)

## Magánélete
2023 novemberében Mettler a SonntagsZeitung egyik cikkében nembinárisnak vallotta magát. Mettler azt is kijelentette, hogy a személyes névmások használata helyett inkább a Nemo művésznevet részesíti előnyben, amikor rá hivatkoznak németül. Az angol nyelvű szövegkörnyezetben inkább a semleges they/them névmásokat preferálja.

## Fordítás
- Ez a szócikk részben vagy egészben  a   Nemo (rapper) című angol Wikipédia-szócikk fordításán alapul.  Az eredeti cikk szerkesztőit annak laptörténete sorolja fel. Ez a jelzés csupán a megfogalmazás eredetét és a szerzői jogokat jelzi, nem szolgál a cikkben szereplő információk forrásmegjelöléseként.